# Gary Gillespie
Gary Thompson Gillespie (* 5. Juli 1960 in Stirling) ist ein ehemaliger schottischer Fußballspieler.

## Werdegang
Gillespie begann seine Fußballkarriere 1977 bei Falkirk FC, wo er im Alter von 17 schon Kapitän war. Damit hält er weltweit den Rekord als jüngster Kapitän. Nach nur einem Jahr und 22 Spielen für Falkirk wechselte er 1978 zu Coventry City. Bei Coventry City spielte er fünf Jahre, bevor ihn 1983 im Alter von 23 Jahren der englische Topklub und Rekordmeister FC Liverpool verpflichtete. Nach acht Jahren bei Liverpool wechselte Gillespie 1991 in seine Heimat Schottland zu Celtic Glasgow. 1994 bis 1997 spielte er bei Coventry City, seiner letzten Station, wo er auch schon 1978 bis 1983 unter Vertrag stand. Gillespie nahm mit Schottland an der WM 1990 in Italien teil. Insgesamt absolvierte der Schotte 13 Länderspiele.